# Clavija (carpintería)

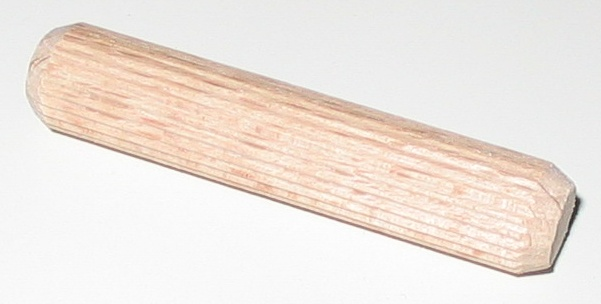
Clavija de madera

Principio de fijación

En carpintería, una clavija o tarugo es un pequeño cilindro de madera de diferentes medidas, que se utiliza para conectar dos piezas de madera.
Puede ser cónica o cilíndrica, lisa o estriada. En general, se elaboran de madera, pero pueden ser de plástico o de otros materiales. Se emplean ampliamente en la industria del mueble para combinar elementos de estos.
En otras épocas también se usaron mucho en la construcción naval. En arquitectura se utilizaron para reforzar los ensambles de estructuras para distintas clases de edificaciones.[cita requerida]

## Uso
Primero se agujerean los dos elementos a ensamblar; a continuación, se inserta la clavija y se asegura en ambos orificios con cola o con un clavo de aguja. Este método de fijación se utiliza especialmente en ebanistería para muebles prefabricados. Es una de las tantas formas que existen para unir madera de una manera segura y resistente.[cita requerida]